# Philip Repington
Philip Repington, C.R.S.A. (País de Gales, cerca de 1345 – antes de 1 de agosto de 1424) foi um monge e cardeal galês da Igreja Católica, que foi bispo de Lincoln.

## Biografia
Acredita-se que Repyngdon nasceu no País de Gales por volta de 1345. Ele se tornou um Cônego Regrante de Santo Agostinho, primeiro na Abadia de Repton, depois na Abadia de Leicester, onde recebeu a ordenação presbiteral em 26 de maio de 1369. Ele foi educado em Broadgates Hall de Oxford, graduando-se com Doctor Divinitatis em 1382.
Foi professor de teologia na Universidade de Oxford e, nessa época, ele expressou seu apoio ao teólogo de Oxford John Wycliffe, pela rejeição da transubstanciação; por isso, foi convidado para uma disputa com os doutores em teologia de Oxford em 7 de junho de 1382, e foi devidamente suspenso da pregação do reitor da universidade e foi formalmente excomungado pelo arcebispo da Cantuária William Courtenay; ele logo abjurou sua heresia diante do primaz no dia 23 de outubro seguinte e na Universidade de Oxford, em novembro, assim, ele teve especial cuidado para extinguir as heresias de Wycliffe onde quer que as encontrasse.
Foi cônego da abadia de Leicester e um dos quatro membros do conselho do abade, em 1389. Mais tarde, em 1394, tornou-se abade de Leicester. Eleito chanceler da Universidade de Oxford em 1397 e reeleito em 1400, ocupou o posto até 1402. Amigo do rei Henrique IV de Inglaterra, foi nomeado pelo monarca um dos capelães reais e seu confessor, sendo descrito como o clericus specialissimus domini regis Henrici.
Graças a sua amizade real, foi nomeado bispo de Lincoln em 19 de novembro de 1404, recebendo a ordenação episcopal na Catedral de Cantuária em 29 de março de 1405 do arcebispo Thomas Arundel, coadjuvado por Richard Clifford, bispo de Worcester e por Luigi Aliotti, bispo de Volterra.
Foi criado cardeal pelo Papa Gregório XII no consistório de 19 de setembro de 1408, recebendo o título de cardeal-presbítero de Santos Nereu e Aquileu.
Em 10 de outubro de 1419, talvez em consequência da objeção que Henrique V havia feito à proposta de promoção de Henrique Beaufort ao cardinalato, Repington renunciou ao seu bispado. O papa aceitou a renúncia em 21 de novembro, e a aceitação foi intimada a Repington em 1 de fevereiro de 1420, data após a qual ele deixou de realizar quaisquer atos episcopais.
Morreu em 1424. Seu testamento foi aberto em 1 de agosto de 1424, portanto, supõe-se que ele morreu pouco antes. Em seu testamento, Repington desejava ser sepultado no cemitério de Santa Margarida, mas foi sepultado na Catedral de Lincoln.

### Conclaves
- Conclave de 1417 - não participou da eleição do Papa Martinho V